# Долнослав
Долнослав е село в Южна България. То се намира в община Асеновград, област Пловдив.

## География
Селото се намира в южната част на област Пловдив, където последните склонове на Родопа планина се срещат с Тракийската низина.
Намира се на 33 km южно от град Пловдив, на пътя към Кърджали. Съседни населени места: на изток – Тополово, на юг – Горнослав, на север – Стоево, на запад – Червен. Асеновград се намира на 13 km на запад.
Местности край селото: Музефирва нива, Чуката, Якото дере, Кълчанова чешма, Бойчова чешма, Елвицата, Радювите орехи, Лопките, Тянчова могила, Маратя, Каратопрака, Моравия агъл, Дуковска чешма, Доньовска чешма, Пантелеева мелница, Пангалова мелница, Лозановска мелница, Рабажиева поляна, Тополовски кемер, Мартенлаг, Кардашимова нива, Къркърман, Манданите, Бунаржиеви чаири, Мисилима, Дъбиците, Поповска барчина, Казанака и др.

## История
През 1576 г. за пръв път в османските регистри селото фигурира в регистър на търговците на добитък, като е регистриран само един джелеп. Това подсказва, че село Арбанаси е било все още малко. Вероятно селото е било създадено малко преди това преброяване. В турските документи то е записвано като Арнаудлар или Арнауд, в гръцки като Арванитохори/Алванитохори, а на български като Арбанаси. Според някои изследователи албански преселници са хората поставили началото му. Според други схващания това са били български преселници: т.нар. „арнаути“, наричани така защото са дошли от западните македонски краища разположени в непосредствено съседство с албанците. Според предание Арбанаси било заселено от албанци християни, които обаче постепенно се слели с българското население. Спомен за тях останал само в селищното име. През 17 век селото се разделя на две махали – Долно Арбанаси и Горно Арбанаси (днес това са селата Долнослав и Горнослав). Възможна причина за това е, че в едната са живеели гъркомани, а в другата българоговорещи. Под влияние на гърцизма жителите на Долно Арбанаси се погърчили, докато в Горно Арбанаси разговорен останал българския език.
В края на XIX век Долно Арбанаси е едно от основните селища в областта с предимно гръцко население около Станимака.

## Религии
Населението изповядва източно православие. По-тържествено се отбелязват празниците Коледа, Великден, Гергьовден, Света Богородица, Ивановден, Йордановден, Трифон Зарезан, Атанасовден, Петровден, Никулден, Димитровден, Стефановден, св. Пантелеймон (най-големият празник на селото)
Списък на църквите и параклисите в село Долнослав:
- Черква „Свети Петър и Павел“
- Параклис „Свети Пантелеймон“
- Параклис „Свети Константин и Елена“
- Параклис „Свети Трифон“
- Параклис „Света Троица“
- Параклис „Свети Никола“
- Параклис „Свети Влас“

## Обществени институции
В селото развива дейност народно читалище „Иван Вазов“, земеделска кооперация, млекопреработвателно предприятие. В миналото много извество бе дружество „Воден синдикат Сушица“, селски футболен отбор „Ракета“. До 1975 г. съществува народно основно училище „Христо Ботев“.

## Културни и природни забележителности
В местността „Лопките“ се намира праисторическо селище, което е уникално в Европа. През периода 1984 – 1990 година е проведена археологическа експедиция под ръководството на ст.н.с. Ана Радунчева и н.с. Бистра Колева от Археологическия музей при БАН. По-късно са организирани множество изложби в България и чужбина с експонати от праисторическото селище. Една от тях е „Религията през каменно-медната епоха“, с която се откриха „Филипополските седмици“ през 1986 г.
Археозоологичното проучване на костните останки от животни от екип на Националния природонаучен музей при БАН установи 17 вида бозайници и 3 вида птици – обект на лова на древните жители. Сред по-интересните находки са тези на тур (Bos primigenius), дива коза (Rupicapra rupicapra), рис (Lynx lynx), бобър (Castor fiber), глухар (Tetrao urogallus), колхидски фазан Phasianus colchicus) и др.
Край селото е преминавал стар римски път към Егейско море.
На 1 km югоизточно се намира язовир „Сушица“, построен през 1969 г.
През селото преминава река Луда Яна (Широката река), а на 700 – 800 m източно от него преминава река Голяма Сушица. В землището на селото има множество по-малки и по-големи извори.
От селото се открива изглед към върховете Драганица, Драгойна(813,6 m), Сини връх.
В района на църквата „Свети Петър и Павел“ и „Свети Пантелеймон“ се намират 20 чинара (платани), един от които е над 800 години.

## Редовни събития
Ежегодно в началото на месец август се провежда традиционният християнски празник на селото, възникнал от древни времена – „Свети Пантелей“.